# Корнуэлл, Дин
Дин Корнуэлл (англ. Dean Cornwell; 5 марта, 1892, Луисвилл, Кентукки — 4 декабря, 1960, Нью-Йорк) — американский художник и преподаватель первой половины 20 века, монументалист и иллюстратор.

## Жизнеописание
Будущий художник родился в городе Луисвилл, штат Кентукки. Его отец, Чарльз Л. Корнуэлл, был инженером-строителем, поэтому интерес к техническим вопросам имел и сын в молодые годы. Отразилась она и в его рисунках.
Как художник, Дин Корнуэлл начинал карикатуристом в местной газете Louisville Herald. Впоследствии покинул город и закончил Чикагский институт искусств. Работал в газете Chicago Tribune.
В 1915 году прибыл в Нью-Йорк, где Лига студентов-художников стала вторым местом художественного обучения.
Совершил путешествие в Лондон, где изучал технологии создания монументальной живописи под руководством художника Фрэнка Брэнгвина.
Работал как иллюстратор в редакциях журналов «Harper’s Bazaar», «Cosmopolitan», женском журнале «Redbook» и других.
Руководство Лиги студентов-художников пригласило в Нью-Йорк Дина Корнуэлла на должность преподавателя. Он был также президентом Общества иллюстраторов в период с 1922 по 1926 гг.
Умер 4 декабря 1960 года в городе Нью-Йорк.

## Избранные произведения
- Стенописи, Публичная библиотека, Лос-Анджелес.
- Стенописи, Мемориал Линкольна Шрайна, город Редлэндс.
- Стенописи, Рокфеллер Центр, Нью-Йорк.
- Стенописи, Уильям Рапард центр, Женева, Швейцария.
- Стенописи, Государственный офис, штат Теннеси.

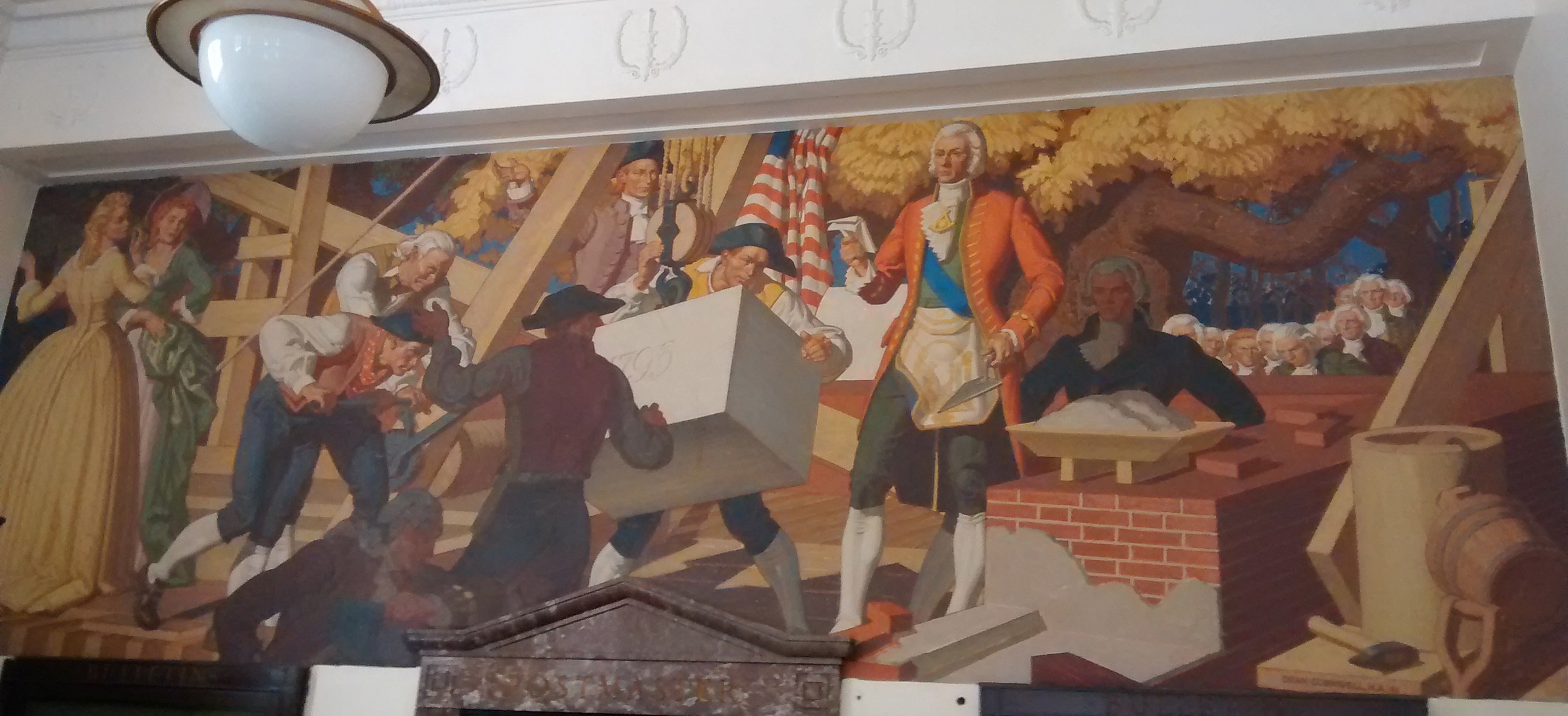
Дин Корнуэлл. Стенопись «Начало строительства Олд Ист, первого дома в городе Чапел Хил, Северная Каролина», стенопись в почте, 1941 год